# Mario Frick (Fussballspieler)
Mario Frick (* 7. September 1974 in Chur, Schweiz) ist ein ehemaliger Liechtensteiner Fussballspieler und heutiger -trainer. Er war langjähriger Mannschaftskapitän der liechtensteinischen Nationalmannschaft.

## Spielerkarriere

### Im Verein
Er begann seine Karriere bei seinem Stammverein FC Balzers. Mit 16 Jahren debütierte er in der 1. Mannschaft. Nachdem er in einer Saison in 20 Spielen 36 Treffer erzielt hatte, wurde er von verschiedenen Schweizer Clubs beobachtet (u. a. FC Zürich, Grasshoppers Zürich, FC St. Gallen) und wechselte zum FC St. Gallen in die höchste Spielklasse der Schweiz. Nach 2 Saisons als Stammspieler bei den Ostschweizern wechselte er für drei Jahre zum FC Basel, wo er zum Fanliebling avancierte und 30 Tore erzielte. Sein Wechsel zum Rivalen FC Zürich sorgte für einigen Wirbel. Schon in der ersten Saison konnte er mit dem FCZ den Cupsieg feiern und den Stadtzürchern den ersten Titel nach über 20 Jahren bescheren. Nach neun Spielen in der 2. Saison zerstritt er sich mit Trainer Gilbert Gress und wechselte in die italienische Serie C, zum AC Arezzo, da alle anderen Transferfenster schon geschlossen waren. In 23 Spielen erzielte er 16 Tore und bereits 9 Monate nach seinem Wechsel nach Italien feierte er sein Debüt in der Serie A mit Hellas Verona. Das erste Spiel endete 1-1 gegen den Meister AS Roma.
Er absolvierte über hundert Spiele in der Serie A. Mit fast 600 Profispielen und über 140 Toren ist er der bisher erfolgreichste Liechtensteiner Spieler. In der Sommerpause 2011 kehrte er zum FC Balzers zurück. Dort übernahm er auch im September 2012 interimistisch das Amt des Spielertrainers.

### In der Nationalmannschaft
Am 26. Oktober 1993 bestritt er sein erstes Spiel in der liechtensteinischen Nationalmannschaft und wurde am 30. Mai 2008 Rekordnationalspieler seines Landes. Mit 16 Toren ist er zudem Rekordtorschütze. Am 10. August 2011 trug er im Testspiel gegen die Schweiz die Trikotnummer 100, da dies sein 100. Spiel für Liechtenstein war. Am 12. Oktober 2015 beendete er während des Qualifikationsspiels zur Fussball-Europameisterschaft 2016 gegen Österreich im Wiener Ernst-Happel-Stadion offiziell seine Karriere als Nationalspieler. Mario Frick ist der erste Spieler, der 100 Länderspiele verloren hat (100. Niederlage am 12. Oktober 2015 in Wien gegen Österreich).

## Trainerkarriere
Nach Tätigkeiten in den Jugendnationalmannschaften des Liechtensteiner Fussballverbandes war Frick ab 2018 als Trainer des FC Vaduz tätig. Mitte Dezember 2021 übernahm er den FC Luzern.

## Familie
Seine Söhne Noah und Yanik spielen mittlerweile ebenfalls für die liechtensteinische Fussballnationalmannschaft.